# Dexibuprofen
Dexibuprofen je nesteroidní antiflogistikum (NSAID). Jedná se o pravotočivý (dextro) enantiomer ibuprofenu. Většina ibuprofenových přípravků obsahuje racemickou směs obou izomerů.

## Chemie
Dexibuprofen je v zásadě chirální záměna racemického ibuprofenu. Chirální uhlík v dexibuprofenu je vázán v absolutní konfiguraci (S) podle pravidla Cahn–Ingold–Prelog.

## Farmakologie
Ibuprofen je kyselina α-arylpropionová rozsáhle využívaná při léčbě revmatoidní artritidy a je široce používán jako léčivo bez předpisu proti bolestem hlavy a dalším druhům mírnějších bolestí. Toto léčivo má chirální centrum a existuje jako dvojice enantiomerů. Za požadovaný léčebný účinek je odpovědný (S)-ibuprofen, eutomer. Zajímavé je, že neaktivní enantiomer (R), distomer, podléhá jednosměrné chirální inverzi na aktivní enantiomer (S); slouží tak jako jeho prolátka. Tedy pokud se ibuprofen podává jako racemát, distomer je in vivo převeden na eutomer, kdežto obrácená přeměna neprobíhá. Chirální inverze může vést k akumulaci jednoho z enantiomerů a k toxicitě. Riziko nežádoucích účinků lze omezit použití čistého enantiomeru (S).